# Bicknoller
Bicknoller – wieś w Anglii, w hrabstwie Somerset, w dystrykcie (unitary authority) Somerset. Leży 59 km na południowy zachód od miasta Bristol i 223 km na zachód od Londynu. Miejscowość liczy 394 mieszkańców.